# Tinodes antequeruelus
Tinodes antequeruelus är en nattsländeart som beskrevs av Schmid 1952. Tinodes antequeruelus ingår i släktet Tinodes och familjen tunnelnattsländor. Inga underarter finns listade i Catalogue of Life.